# Tyromyces hyalinus
Tyromyces hyalinus är en svampart som först beskrevs av Miles Joseph Berkeley, och fick sitt nu gällande namn av Leif Ryvarden 1980. Tyromyces hyalinus ingår i släktet Tyromyces och familjen Polyporaceae.   Inga underarter finns listade i Catalogue of Life.